# 能代市立向能代小学校
能代市立向能代小学校（のしろしりつ むかいのしろしょうがっこう）は、秋田県能代市向能代にある公立小学校である。

## 沿革
以下、注釈の無い項目は学校の公式サイトの情報によるもの。
- 1876年（明治9年）12月17日 - 向能代小学校として創立。
- 1892年（明治25年）4月1日 - 朴瀬・竹生両分校が独立する｡
- 1906年（明治37年）7月1日 - 高等科を設置し、向能代尋常小学校と改称｡
- 1908年（明治41年）4月1日 - 尋常科6年、高等科3年に延長。
- 1914年（大正3年）4月1日 - 高等科2年修業とする｡
- 1936年（昭和11年）12月14日 - 向能代字上野115番地に校舎落成。
- 1940年（昭和15年）10月1日 - 能代市立向能代尋常高等小学校と改称。
- 1941年（昭和16年）4月1日 - 国民学校令により、能代市立向能代国民学校と改称。
- 1947年（昭和22年）4月1日 - 学校教育法施行により、能代市立向能代小学校と改称。
- 1953年（昭和28年）
  - 9月15日 - 校歌制定。
  - 10月1日 - 校章制定。
- 1956年（昭和31年）11月3日 - 創立80周年記念式典挙行。
- 1966年（昭和41年）9月3日 - 創立90周年記念式典挙行。
- 1970年（昭和45年）9月1日 - 給食開始。
- 1976年（昭和51年）9月17日 - 創立100周年記念式典挙行。
- 1981年（昭和56年）
  - 2月18日 - 向能代字上野越25番1号（現在地）に、新校舎本館竣工。
  - 11月20日 - 体育館竣工。
  - 11月28日 - 校舎新築落成記念式典挙行。
- 1982年（昭和57年）
  - 7月31日 - プール竣工式挙行。
  - 9月30日 - 児童会の歌完成。向小祭（こども祭り）開催。
- 1986年（昭和61年）11月16日 - 創立110周年記念式典挙行。
- 1996年（平成8年）11月17日 - 創立120周年記念式典挙行。
- 2002年（平成14年）9月 - ソフトボール場にフェンス完成。
- 2006年（平成18年）10月15日 - 創立130周年記念式典挙行。
- 2008年（平成20年）4月1日 - 日影小学校を統合。
- 2016年（平成28年）11月15日 - 創立140周年記念式典挙行。
- 2020年（令和2年）4月1日 - 朴瀬・竹生・常盤の3小学校を統合。

## 交通
- 東日本旅客鉄道（JR東日本）五能線 向能代駅から、徒歩約670m・約11分（直線距離は近いが、道路の関係と西側(裏側)に出入口が無いため、やや遠回りとなる）。
- 秋北バス能代市内線「トドメキ」バス停から、徒歩約1km・約15分（JR駅同様、直線距離は近いが、道路の関係で、やや遠回りとなる）。

## 学区
- 向能代・落合・竹生字笹ノ台・磐字杉沢野・比八田字十二ケ村・真壁地（一部）・吹越・朴瀬（一部）
- 2020年4月以降は、朴瀬・竹生・常盤の各小学校の学区も含まれる。

## 周辺
- 向能代地域センター
- 能代山本広域市町村圏組合能代消防署向能代分署